# Lervik
Lervik este o localitate din comuna Fredrikstad, provincia Østfold, Norvegia, cu o suprafață de 2,08 km² și o populație de 2.669 locuitori (2013).